# 大量獲得機
大量獲得機（たいりょうかくとくき）とは、パチスロ機（4号機）の中でも、一回のビッグボーナスにおいて概ね500枚以上の獲得枚数が得られる機種を指す。

## 歴史
大量獲得機の元祖といわれるのは3号機の『ミラクル』(尚球社・現岡崎産業)である。4号機においては標準になっている「期待値方式」(平均でどれくらいの枚数を獲得できるかで機械割を決定する方式)を初めて採用することで実現された。但し、常に大量獲得を狙えるものではなく、機械による振り分けで強制的に獲得枚数が決まるものだった。しかし追従する機種は登場せず、3号機における大量獲得機は幕を閉じる。
4号機に入り、Aタイプの機種が圧倒的だった時代、『B-MAX』(アルゼ)のリリースにより大量獲得機の認知が広がる。その後、技術介入度が低く告知機能も搭載した『大花火』の大ヒットにより、大量獲得機が各社から発売される。大量獲得機は一大ブームを起こしたものの、どうしてもボーナス中の遊技方法は似たり寄ったりになってしまう。メーカーは演出の質の高さが要求された。
『獣王』に始まるアシストタイム（AT）ブームまでは、大量獲得機はパチスロにおける「一発台」的な役割を果たす。
ストック機能搭載機のブームにより、大量獲得機がストック機能を搭載したことでAT機と遜色ない出玉が得られるようになり、再度脚光を浴びることとなる。
しかし5号機では、ビッグボーナス時の払い出し枚数が「465枚を超えたら終了」という形（＝最大480枚、純増枚数としては最大448枚）に制限されたため、4号機基準での大量獲得機の実現が事実上不可能となった。そのため4号機での大量獲得機については、発表順では2006年9月に登場した『ジャイアントパルサー』(山佐)が、設置期限を基準とするならば『燃えよ!功夫淑女』(山佐)が最後となる。
5号機における最大枚数である448枚については、『パチスロうる星やつら』（銀座）におけるハイパービッグで初めて実現され、その後も幾つかの機種に448枚のボーナスが搭載されたが、概ね確率的に1/1000を超える低確率なものが多く、当選するのはかなり難しくなっている。そのため、5号機においては最大払い出し枚数である448枚のボーナスを備えた機種よりも、リプパンはずし（リプレイタイム（RT）を長引かせるため、転落契機役を敢えて入賞させない方法）やART（ATとRTを複合させ、ハズレの乱数をリプレイに書き換えコイン持ちを良くした上で、特定の小役を液晶などによりナビし、出玉を得る方法）を搭載した機種の方が往々にして出玉率が高くなっている（5号機の規定上、一定のゲーム数で得ることのできる出玉に制限が持たされたため、一撃での出玉よりも長いゲーム数をかけて出玉を増やす方法が取られたからだと見られる）。

## スペック・工夫
- 大量獲得を実現するには、ボーナスゲーム中に「JACインフラグ」「15枚役（またはそれに順ずる役）」のいずれかが高確率で抽選されるように調整する必要がある。一方で当選小役の払い出しが多い、高確率での抽選という理由により、結果的にボーナス当選確率が低く設定される。1000ゲーム以上のハマリといった光景も、当たり前のように見られた。
- 設定による出玉率の格差が大きい。ビッグボーナスの確率は概ね1/240-1/430、1/290-1/530の範囲。特に高設定域での出玉率は極めて高く、1万枚以上といった出玉も容易に実現できた。また、低設定域でも1万枚以上の出玉が発生することもある。これは確率論における分散が従来機よりも倍ほど大きいことに起因している。
- その後メーカーにより、Bタイプやツイン（トリプル）ビッグといった様々な工夫も行われた。Bタイプは獲得枚数がAタイプに劣るがその分確率は高い。ツイン（トリプル）ビッグでは押し順・リール制御・小役確率・ナビの変化により、擬似的に数種類のビッグを演出し、全体における出玉率を下げたことで当選確率を上げることができた。
- ボーナス中は、1ゲームあたりの出玉率も従来機より桁外れに高い。そのためリプレイはずしの失敗や小役の取りこぼしは大きな痛手となり、大幅に出玉を下げることになる。そのためプレイヤーにとっては特にリプレイハズシの瞬間は緊張が伴うものであった。
- JACインフラグの抽選確率が従来に比べ低めである（概ね1/7程度）。そのため、パンクしてしまう確率も高くなる。
- リプレイはずしの難易度は機種により様々だが、大量獲得機のシェアが多かった時期は概ね簡易であった。
  - 連続絵柄・ボーナス絵柄などを目押しすることで、外すことができる。
  - 指定された箇所付近のリール制御を変化させることで、ハズシの必要コマ数に余裕を持たせる。
  - 指定の押し順を行うと、制御により勝手に外れてくれる。
- 「A-771」タイプという機種も少ないながら登場した。771枚の獲得を実現できる仕組みは、ビッグボーナスの全てを1枚掛けで消化することにある。しかしながら、低設定時の当選確率が1/500近い数字になってしまうことが、あまり受け入れられなかった最大の要因であった（「シムケンG」「M771」「リアルボルテージ」など）。

## 安定した大量獲得への挑戦
- パーフェクト獲得
3枚掛け（JACイン中は1枚掛け）の遊技であれば、Aタイプ機におけるビッグボーナス1回での理論上の最高獲得枚数は711枚である。ただしそれを達成するためには、リプレイハズシを用いず、且つ最終ゲームでJACインフラグに当選する必要があったため、偶然性が大きく左右される。そのため安易な挑戦はパンクの危険との隣り合わせであった。
- 画期的な「JACイン持ち越し機能」
しかし1999年に発売された「バンバン」（大都技研）がJACインフラグの持ち越し機能を実現。通常ゲーム内でのボーナスフラグの持ち越しに着目し、ボーナス中でも同様の解釈を行い、JACインフラグの持ち越しをさせることに成功した（JACインフラグはREGと解釈する）。これによりリプレイハズシを駆使することで、小役ゲームの最終ゲームで（それまでにJACインフラグが成立していない場合を除き）必ずJACインさせることが可能となり、リスクを伴わない理想の大量獲得実現のための下地が作られた。
- 「同一小役」の解釈
さらに2002年に登場した「カンフーレツデン」（山佐）により、大量獲得機は大幅な転機を迎えることになる。JACインフラグと15枚役を「押し順によって揃え分けられる同一の小役」と解釈し、ボーナス中はプレイヤーに押し順を指定させることにより、極めて高確率で711枚の獲得が得られるように工夫された。この考え方は以降のヒット機種の流れを作る。
パーフェクト獲得とフラグ持ち越し、そしてストック機能という3つの出玉性能が最大限に生かされた機種が「吉宗」や「主役は銭形」である。双方とも遊技する上で極めてハイリスク・ハイリターンではあるが、大量獲得機における最終形態といってもよいだろう。

## 主なヒット機種
- Aタイプ（ノーマル）：「B-MAX」「大花火」「マリーンバトル」「タロットマスターR」など
- Bタイプ（ノーマル）：「ホットロッドクイーン」など
- ツインビッグ：「不二子2」「ハイパーラッシュ」など
- トリプルビッグ：「ハンゾー」
- ストックAタイプ：「吉宗」「主役は銭形」「カンフーレツデン」など
- ストックBタイプ：「巨人の星」など